# Vytautas Butkus
Vytautas Butkus (født 20. december 1949 i Kaunas, Sovjetunionen) er en litauisk tidligere roer.
Butkus vandt sølv i dobbeltfirer for Sovjetunionen ved OL 1976 i Montreal. Bådens øvrige besætning var Jevgenij Dulejev, Jurij Jakimov og Aivars Lazdenieks. Den sovjetiske båd blev i finalen besejret af Østtyskland, mens Tjekkoslovakiet tog bronzemedaljerne.
Butkus vandt desuden en VM-bronzemdalje i dobbeltfirer ved VM 1975 i Storbritannien.

## OL-medaljer
- 1976:  Sølv i dobbeltfirer